# 1924 a filmművészetben

## Események
- január 10. – A CBC Sales Corporationt Columbia Picturesre keresztelik át
- március 1. – Walt Disney Alice egy napja a tengeren címen bemutatja első rajzfilmjét. Alice a Csodaországot megjárt kislány
- április 26. – megalapul az Metro-Goldwyn-Mayer (MGM)
- június 13. – A szovjet Goszkinó filmvállalatot feloszlatják
- szeptember 30. – XI. Piusz pápa fogadja a Vatikánban Jackie Coogant, Charles Chaplin A kölyökjének akkor 9 éves sztárját
- Bécsben megjelenik Balázs Béla könyve, A látható ember

## Sikerfilmek
- The Thief of Baghdad -rendező Raoul Walsh

## Magyar filmek
- Balogh Béla – Aranymadár, A Pál utcai fiúk, Az őrszem
- Gaál Béla – Csak nővel ne!
- Bolváry Géza – Egy fiúnak a fele
- György István – Hazudik a muzsikaszó
- Deésy Alfréd – Hollandi szív, János vitéz, A kutyamosó, Mr. Shenki, Pesti csibészek Párizsban

## Filmbemutatók
- Aelita – orosz film, rendező: Jakov Protazanov
- America – rendező: D. W. Griffith
- Forbidden Paradise – főszereplő: Pola Negri; rendezte:Ernst Lubitsch
- Girl Shy – főszereplő: Harold Lloyd
- Gyilkos arany (Greed) – rendező: Erich von Stroheim, főszereplő: Zasu Pitts és Gibson Gowland
- A tűzparipa (The Iron Horse) – rendező: John Ford, főszereplő: George O’Brien
- He Who Gets Slapped – főszereplő Lon Chaney
- Isn't Life Wonderful – rendező: D. W. Griffith
- The Marriage Circle – rendező: Ernst Lubitsch
- Monsieur Beaucaire – főszereplő: Rudolph Valentino, rendezte: Sidney Olcott
- Peter Pan – főszereplő: Betty Bronson
- The Sea Hawk – főszereplő: Milton Sills
- A bagdadi tolvaj (The Thief of Bagdad), rendező: Raoul Walsh, főszereplő: Douglas Fairbanks
- Three Weeks – főszereplő Conrad Nagel és Aileen Pringle
- Az utolsó ember (Der Letzte Mann) – rendező: Friedrich Wilhelm Murnau, főszereplő: Emil Jannings

## Rövid film sorozatok
- Buster Keaton (1917–1941)
- Our Gang (1922–1944)

## Születések
- január 16. – Katy Jurado, színésznő († 2002)
- január 21. – Telly Savalas, színész († 1994)
- április 3. – Marlon Brando, színész († 2004)
- április 20. – Nina Foch, színésznő
- június 2.  – Böszörményi Géza rendező, forgatókönyvíró († 2004)
- június 25. – Sidney Lumet, amerikai rendező († 2011)
- július 4. – Eva Marie Saint, színésznő
- július 21. – Don Knotts, színész († 2006)
- szeptember 16. – Lauren Bacall, színésznő († 2014)
- szeptember 28. – Marcello Mastroianni, színész († 1996)
- szeptember 30. – Truman Capote, író († 1984)
- október 4. – Charlton Heston, színész († 2008)
- október 13. – Nipsey Russell, humorista, színész († 2005)
- november 22. – Geraldine Page, színésznő († 1987)
- december 25. – Rod Serling, forgatókönyvíró († 1975)